# HMS Lookout (G32)
HMS Lookout (G32) là một tàu khu trục lớp L được Hải quân Hoàng gia Anh Quốc chế tạo vào cuối những năm 1930. Nó đã nhập biên chế và phục vụ trong suốt Chiến tranh Thế giới thứ hai cho đến khi chiến tranh kết thúc, là một trong số hai chiếc lớp L còn sống sót sau chiến tranh, cùng với HMS Loyal. Lookout bị bán để tháo dỡ vào năm 1948.

## Thiết kế và chế tạo
Lookout được đặt hàng cho xưởng tàu của hãng Scotts Shipbuilding and Engineering Company ở Greenock, Scotland vào ngày 31 tháng 3 năm 1938 trong Dự toán Ngân sách Hải quân 1937. Nó được đặt lườn vào ngày 23 tháng 11 năm 1938; được hạ thủy vào ngày 4 tháng 11 năm 1940 và được đưa ra hoạt động vào ngày 30 tháng 1 năm 1942. Tổng chi phí chế tạo nó là 440.204 Bảng Anh, không kể đến những trang bị như vũ khí và thiết bị liên lạc do Bộ Hải quân Anh cung cấp. Nó được cộng đồng cư dân của Burnley, Lancashire đỡ đầu vào tháng 1 năm 1942, như một phần của cuộc quyên góp tiết kiệm cho Tuần lễ Tàu chiến.

## Lịch sử hoạt động
Lookout được phân về Hạm đội Nhà vào tháng 3 năm 1942; vào lúc mà thiết giáp hạm Đức Tirpitz đang tìm cách tấn công các đoàn tàu vận tải Bắc Cực (Chiến dịch Sportpalast). Một trong những hoạt động đầu tiên của Lookout diễn ra từ ngày 4 tháng 3 đến ngày 7 tháng 3, khi nó tham gia thành phần hộ tống cho một hải đội thiết giáp hạm bao gồm Renown, King George V và Duke of York. Hải đội này lên đường để bảo vệ chống mọi hoạt động của Tirpitz nhắm vào các đoàn tàu vận tải Nga QP8 và PQ12. Tirpitz đã ra khơi vào lúc này nhưng không tìm thấy các đoàn tàu vận tải do thời tiết xấu. Tuy nhiên, một tàu hàng đi lạc của PQ12 đã bị Friederich Ibn, một tàu khu trục Đức hộ tống cho Tirpitz, đánh chìm.
Lookout tham gia Chiến dịch Ironclad, cuộc đổ bộ chiếm đóng Madagascar. Nó gia nhập cùng các tàu chị em HMS Lightning và HMS Laforey tại Durban vào ngày 22 tháng 4 năm 1942, và chúng khởi hành vào ngày 28 tháng 4 hướng đến Diégo Suarez (nay là Antsiranana), cùng các tàu vận chuyển và tàu tàu hộ tống. Vào ngày 7 tháng 5, ba chiếc tàu khu trục lớp L đã hộ tống thiết giáp hạm HMS Ramillies để truy tìm một lực lượng thiết giáp hạm và tàu tuần dương đối phương. Không tìm thấy đối thủ ngang tầm, nhưng Laforey đã đánh chìm một tàu ngầm đối phương.

### Chiến dịch Pedestal
Vào tháng 8 năm 1942, Lookout đã hộ tống cho HMS Eagle khi chiếc tàu sân bay bị trúng ngư lôi vào ngày 11 tháng 8 và bị đắm sau đó. Nó đã cùng HMS Charybdis tiến hành một cuộc phản công vô vọng, rồi tham gia vào việc cứu vớt 927 người sống sót. Lookout sau đó chuyển 500 người sống sót sang chiếc HMS Venomous. Ngày hôm sau, nó tham gia cùng HMS Tartar trong việc tấn công một tàu ngầm đối phương vốn bị phát hiện trên mặt nước, nhưng không xác nhận được kết quả. Lookout sau đó được cho tách ra cùng với Chaybdis, Somali và Lightning để hộ tống tàu sân bay HMS Indomitable sau khi nó bị máy bay ném bom bổ nhào đối phương đánh trúng.
Trong chuyến tuần tra thứ hai sau Chiến dịch Pedestal, Lookout đối đầu với một tàu buôn đối phương vốn được nhận diện là chiếc SS Luarana, một tàu buôn Ý tải trọng 4.000 tấn. Lookout bước vào chiến đấu nhưng nhận ra đối thủ đã bỏ tàu, nên một đội đổ bộ được biệt phái sang khảo sát chiếc tàu buôn. Cuối cùng thợ đốt lò cũng tạo được đủ áp lực hơi nước, và Lookout hộ tống Luarana đi đến Gibraltar.
Sau khi trải qua phần lớn thời gian của tháng 8 và tháng 9 năm 1942 hoạt động ngoài khơi Gibraltar, nó quay trở về nhà như một tàu hộ tống cho thiết giáp hạm Malaya, khởi hành từ Gibraltar vào ngày 30 tháng 9 và về đến Clyde vào ngày 5 tháng 10, trước khi lại lên đường vào ngày hôm sau để đi Rosyth, đến nơi vào ngày 8 tháng 10. Nó sau đó khởi hành đi lên phía Bắc để đi Scapa Flow, đến nơi vào ngày 9 tháng 10. Lookout sau đó rời Scapa Flow vào ngày 23 tháng 10 để đi Gibraltar trong thành phần hộ tống cho thiết giáp hạm Rodney, đến nơi vào ngày 29 tháng 10, khi nó gia nhập trở lại Chi hạm đội Khu trục 19.

### Chiến dịch Retribution
Vào tháng 5 năm 1943, Lookout tham gia Chiến dịch Retribution và khởi hành từ Bone vào ngày 9 tháng 5 cùng Eskimo và các tàu khu trục thuộc Đội 57. Trên đường đi để càn quét eo biển, chúng bị các máy bay ném bom Junkers Ju 88 tấn công nhưng không chịu đựng thiệt hại nào. Sáng hôm sau họ phát hiện chiếc tàu bệnh viện Ý Virgiglio, nên Lauderdale được cử ra hộ tống nó đi đến vùng biển mũi Carthage để khám xét. Đội đổ bộ lên tàu sau đó báo cáo không có gì vi phạm các điều luật công ước quốc tế, nên con tàu bệnh viện Ý được thả đi. Vào ngày 13 tháng 5, Lookout trông thấy một tàu nhỏ cách 10 hải lý (19 km) về phía Đông Bắc đảo Plane; mười ba người Đức và một người Ý đã bị bắt giữ. Sang ngày 22 tháng 5, nó bắt gặp trên màn hình radar chiếc tàu vận tải phụ trợ Ý Stella Maris. Lookout đã bắn tổng cộng 24 phát đạn pháo 4,7 inch, cùng với Laforey đánh chìm thành công con tàu Ý, rồi Lookout hỗ trợ cho Laforey trong khi chiếc này cứu vớt những người sống sót.

### Chiến dịch Corkscrew
Vào các ngày 8 và 9 tháng 6, Lookout tham gia Chiến dịch Corkscrew; chính trong hoạt động này mà nó có được tiếng tăm là chiếc tàu khu trục bị ném bom nhiều nhất sống sót qua cuộc chiến. Chi hạm đội Khu trục 19, vốn bao gồm Lookout, đã bắn phá một vị trí trên bờ; nhưng nơi đây nhanh chóng treo cờ trắng và binh lính đổ bộ lên đây mà không gặp sức kháng cự. Khi trời tối, các tàu khác rút lui để nó lại tuần tra hòn đảo như một tàu canh phòng. Khi các tàu khác đã cách xa khoảng 10 dặm (16 km), máy bay Không quân Đức xuất hiện, hy vọng sẽ tìm thấy một hạm đội nhưng chỉ thấy một tàu khu trục. Lookout báo động tác chiến, dựng một màn hỏa lực phòng không và cơ động né tránh; tuy nhiên xạ thủ của nó gặp khó khăn do trời tối. Mặc dù có nhiều quả bom ném suýt trúng, con tàu đã không bị hư hại, và sau khi máy bay ném bom đối phương rời đi, nó tiếp tục hoạt động tuần tra.

### Chiến dịch Avalanche
Lookout đã hỗ trợ cho Chiến dịch Avalanche, cuộc đổ bộ của Đồng Minh lên Salerno vào tháng 9 năm 1943; nó bắn phá các vị trí pháo của quân Đức để giúp đỡ cho việc tiến quân của Sư đoàn 56. Vài ngày sau, nó suýt bị một quả bom lượn điều khiển bằng vô tuyến đánh trúng, nhưng chỉ bị hư hại nhẹ và vẫn tiếp tục bắn phá hỗ trợ bộ binh cho đến ngày 15 tháng 9, khi nó lên đường quay trở về Malta để sửa chữa. Sau một đợt tái trang bị bắt đầu từ ngày 13 tháng 11 năm 1943, Lookout quay trở lại phục vụ vào ngày 23 tháng 7 năm 1944 dưới quyền chỉ huy của Hạm trưởng, Thiếu tá Hải quân Derrick Henry Fellowes Hetherington. Nó được phân về Chi hạm đội Khu trục 14. Vào ngày 12 tháng 10, tàu chị em Loyal bị hư hại nặng do trúng một quả mìn và Lookout phải kéo nó quay trở về nhà.
Vào đầu năm 1945, Lookout được điều động về Chi hạm đội Khu trục 3; vào ngày 15 tháng 1, nó bắn phá các mục tiêu đối phương tại San Remo, và trong các ngày 18 và 19 tháng 1, nó bắn phá các mục tiêu gần biên giới Pháp-Ý. Nó tiếp tục làm nhiệm vụ bắn phá và tuần tra tại khu vực bờ biển phía Tây nước Ý cho đến khi xung đột kết thúc tại châu Âu. Nó di chuyển từ Gibraltar đến Plymouth vào ngày 19 tháng 10 năm 1945 để được cho ngừng hoạt động và đưa về thành phần dự bị. Nó neo đậu cùng lực lượng dự bị tại Devonport cho đến tháng 10 năm 1947, khi nó được đưa vào danh sách loại bỏ. Nó được bán cho hãng BISCO vào tháng 1 năm 1948; được kéo đến Newport, Monmouthshire để được tháo dỡ bởi hãng John Cashmore, và đi đến xưởng tháo dỡ vào ngày 29 tháng 2 năm đó.